# Myriolecis
Myriolecis is een geslacht van korstmossen dat behoort tot de familie Lecanoraceae. De typesoort is Myriolecis sambuci. Deze soort en vele andere soorten uit dit geslacht zijn later heringedeeld naar het geslacht Polyozosia.

## Soorten
Volgens Index Fungorum telt het geslacht vier soorten (peildatum februari 2024):
| Soortnaam                                | Auteur(s)                        | Publicatiejaar |
| ---------------------------------------- | -------------------------------- | -------------- |
| Myriolecis crenulata (Rafelschotelkorst) | (Ach.) Śliwa, Zhao Xin & Lumbsch | 2015           |
| Myriolecis poliophaea                    | (Wahlenb.) P.F. Cannon           | 2022           |
| Myriolecis populicola                    | (DC.) P.F. Cannon                | 2022           |
| Myriolecis zosterae                      | (Ach.) Śliwa, Zhao Xin & Lumbsch | 2015           |